# Giacinto Russo
Giacinto Russo (Caivano, 21 marzo 1953 – Napoli, 7 maggio 2025) è stato un politico italiano.
Nel 2008 è eletto senatore del Italia dei Valori, dopo aver abbandonato l'UDEUR di Clemente Mastella nel momento della crisi. Nel 2009 abbandona il gruppo e decide di iscriversi ad Alleanza per l'Italia denunciando posizioni troppo estremiste nell'IdV. Da novembre 2009 al 13 luglio 2011 è capogruppo di Api al Senato e vicepresidente vicario del Gruppo misto. Partecipa alla fondazione del nuovo gruppo Per il Terzo Polo costituito da senatori dell'Api di Francesco Rutelli e di Fli di Gianfranco Fini. Dal 20 settembre 2011 insieme a Maria Ida Germontani è tesoriere del gruppo. Russo è coordinatore regionale di Api in Campania.
Alle elezioni politiche del 24 e 25 febbraio 2013 è candidato da Centro Democratico come capolista in Campania per il Senato della Repubblica.